# 서울서이초등학교
서울서이초등학교는 대한민국 서울특별시 서초구 서초동에 있는 공립 초등학교이다. 서울서초초등학교에서 일부 학생을 분리 수용했다.

## 연혁
- 1983년 12월 3일 : 설립인가
- 1984년 4월 23일 : 서울서이초등학교 개교
- 2009년 12월 30일 : 학교교육활동 우수학교 표창
- 2010년 11월 27일 : 서울특별시교육청 기본이 바로 된 우수실천학교 표창
- 2010년 12월 14일 : 서이 다목적강당 개관
- 2011년 3월 1일 : 이화여대 교육실습 협력학교 지정 및 교육실습 지정 운영
- 2012년 12월 31일 : 서울시교육청 진로직업교육 우수학교 표창
- 2013년 10월 15일 : 서울교육감배 학교스포츠클럽 서울시대회 3위
- 2014년 12월 31일 : 강남교육지원청 과학교육활동 우수학교 표창
- 2016년 3월 1일 : 서울시교육청 지정 수업방법 개선 연구학교 1차년도 운영
- 2016년 10월 19일 : 전국스포츠클럽 농구대회 우승
- 2016년 12월 30일 : 과학교육 우수학교 선정
- 2017년 3월 1일 : 서울시교육청 지정 수업방법 개선 연구학교 2차년도 운영
- 2018년 3월 1일 : 제13대 안권준 교장 부임
- 2018년 12월 28일 : 강남서초교육지원청 교육과정운영 우수학교 표창
- 2019년 3월 1일 : 서울시교육청 창의융합(STEAM)선도학교 지정·운영
- 2019년 8월 31일 : 정·후문 개선 공사
- 2019년 12월 30일 : 강남서초교육지원청 교육혁신 우수학교 선정5
- 2020년 3월 1일 : 서울시교육청 마을결합중점학교 지정·운영
- 2020년 12월 31일 : 서울시교육청 돌봄교실 운영 우수학교 표창
- 2020년 12월 31일 : 강남서초교육지원청 학교·마을연계 교육활동 우수학교 표창
- 2021년 3월 1일 서울특별시교육청 마을결합중점학교 지정·운영
- 2021년 12월 31일 : 강남서초교육지원청 자치활동 우수학교 표창
- 2022년 2월 28일 : 서이마루도서관 환경 개선 및 전산화 구축
- 2022년 3월 1일 : 제14대 권선태 교장 부임 (47학급 편성)
- 2022년 5월 19일 : 노후 화장실 및 급식실 환경 개선
- 2022년 8월 31일 : 학생용 책·걸상 교체
- 2022년 11월 8일 : 통학로 신설 및 개선 공사
- 2022년 11월 8일 : 본관1층 스크린 방화셔터 및 기타 소방 안전 공사
- 2022년 12월 30일 : 서울특별시교육청 학교예술교육 활성화 우수학교 표창
- 2023년 1월 31일 : 서이마루도서관 환경 개선 및 자동화 구축
- 2023년 2월 10일 : 제 38회 졸업식 (졸업생 231명)
- 2023년 3월 2일 : 입학식 (신입생 241명)
- 2024년 4월 23일 : 개교 40주년

## 사건사고
- 2023년 7월 18일 근무하던 교사(여, 만23세)가 교내 교보재 준비실에서 자살하는 사건이 발생하였다.[1]

## 참고 자료
- 서울서이초등학교 - 한국교육학술정보원 학교알리미